# 舊古塔 (赫梅利尼克區)
49°30′7″N 27°57′31″E / 49.50194°N 27.95861°E
舊古塔（烏克蘭語：Стара Гута），是烏克蘭的村落，位於該國西南部文尼察州，由赫梅利尼克區負責管轄，面積0.86平方公里，海拔高度283米，2001年人口335，人口密度每平方公里389.53人。